# Зилязекулево
Зилязекулево (баш. Еләҙекүл) — деревня в Балтачевском районе Республики Башкортостан Российской Федерации. Входит в состав Нижнекарышевского сельсовета.

## География
В центре села — озеро Зилязекуль.

### Географическое положение
Расстояние до:
- районного центра (Старобалтачёво): 30 км,
- центра сельсовета (Верхнекарышево): 11 км,
- ближайшей ж/д станции (Куеда): 98 км

## История
Зилязекулево было административным центром Зилязекулевского сельсовета до его упразднения в 2008 году.

## Население
| 2002 | 2009 | 2010 |
| ---- | ---- | ---- |
| 252  | ↘198 | ↘146 |

Национальный состав
Согласно переписи 2002 года, преобладающая национальность — татары (99 %).

## Инфраструктура
Личное подсобное хозяйство с зоной сельскохозяйственного использования, индивидуальная застройка усадебного типа.
Основа экономики — сельское хозяйство.

## Транспорт
Деревня доступна автотранспортом. 